# Uničevalno taborišče
Uničevalno taborišče (nemško Vernichtungslager) je podvrsta koncentracijskega taborišča, katerega glavni namen je izpolnitev genocida oziroma democida. Uničenje nasprotnikov dosežejo z množičnimi poboji (množične ustrelitve, uporaba bojnih plinov, pesticidov, denimo Zyklona B, ...) ali s prekomernim delom.

## Nastanek uničevalnih KT
Med letoma 1941 in 1942 je na zavzetih področjih na vzhodu začelo delovati sedem velikih uničevalnih taborišč. Njihov namen je bil »racionalizirati« vzhodnoevropska področja s pomočjo množičnih pobojev Judov in drugih »tujcev« ter potencialnih nasprotnikov režima. 
Predvsem so si s pomočjo posebnih oddelkov SS in varnostne službe prizadevali rešiti oz. zmanjšati naslednje težave:
- popolna odstranitev trupel oz. prikritev množičnih grobov, ki bi kazali število žrtev,
- množnost kršitve tajnosti različnih prič in sostorilcev,
- negativen vpliv na frontne čete in njihovo bojno moralo.

Trudili so se tudi za dobre cestno-prometne povezave med različnimi taborišči, s čimer so si poskušali zagotoviti kar se da neomejen pritok zapornikov v taborišča in s tem izpolnitev končne rešitve.

## Razlika med koncentracijskim in uničevalnim taboriščem
Uničevalno taborišče se od navadnega koncentracijskega taborišča razlikuje po novosti, ki jo je prinesel nacionalsocializem: princip uničenja skozi delo, kjer zaporniki po več tednih umrejo zaradi prevelikega napora in slabih pogojev ne velja več. Pri uničevalnem taborišču je cilj točno določen: takojšnje uničenje Judov s pomočjo strupenih plinov, neodvisno od starosti, spola ali sposobnosti za delo, ki bi bila primerna za delovno taborišče. Za razliko od delovnih taborišč so bili zaporniki v uničevalnih taboriščih že v naprej zapisani smrti.
Tudi nekatera koncentracijska taborišča razpolagajo z manjšimi plinskimi celicami, kot npr. Mauthausen, Sachsenhausen, Ravensbrück, Neuengamme, Stutthof in Netzweiler-Struthof. Vendar te celice niso namenjene pobijanju Judov, ampak služijo bolj pobijanju tistih, ki niso več sposobni za delo, med katerimi se seveda najdejo tudi judovske žrtve. A število zaplinjenih Judov v koncentracijskih taboriščih niti približno ne dosega števila žrtev v uničevanem taborišču. Brez takšnih taborišč holokavst ne bi bil uresničen v takšni meri, kot se je to zgodilo. Prav zaradi povezave z dokončno rešitvijo judovskega vprašanja so zgodovinarji tem taboriščem nadeli naziv uničevalna taborišča.

## Načini pobojev
V uničevalnih taboriščih so uporabljali tri načine pobojev:
- V Belzecu, Sobiboru in Treblinki, kjer so izvajali akcijo Reinhardt so žrtve v plinskih celicah pobijali s pomočjo izpušnih plinov bencinskega motorja (ogljikov monoksid). Za majhen transport iz bližnje okolice so v Belzecu občasno uporabljali tudi v plinski avto preurejen poštni avtomobil.
- V Auschwitz-Birkenau in Majdaneku, ki sta bili hkrati tudi koncentracijski taborišči, so za zaplinjanje uporabljali Zyklon B.
- V Chelmnu in Maly Trostinezu so namesto običajnih plinskih celic uporabljali mobilna plinska vozila z bencinskim motorjem.

Nesposobne, se pravi ostarele, bolne in umirajoče zapornike so ustrelili v taboriščih Reinhardt.